# 2015年夏季世界大学生运动会贝宁代表团
2015年夏季世界大學運動會貝寧代表團，是貝南派出的2015年夏季世界大學運動會代表團，共計2人參賽，未獲得任何獎牌。